# 1,2-二(二甲基胂基)苯四羰基钨
1,2-二(二甲基胂基)苯四羰基钨是一种有机钨化合物，化学式为W(CO)4(diars)，其中diars为1,2-二(二甲基胂基)苯配体。它可由六羰基钨和diars在160 °C反应制得。它和碘在氯仿或苯中反应，可以得到[W(CO)2(diars)I]I3，并可进一步被二氧化硫还原为[W(CO)2(diars)I]I。它和氟硼酸-4-甲氧基苯基重氮盐（diazo）反应，可以得到[W(diars)(CO)3(diazo)][BF4]。